# Nowinki (Głusino)
Nowinki (kaszb.Nowinczi) – część wsi Głusino w Polsce, położona w województwie pomorskim, w powiecie kartuskim, w gminie Kartuzy. Wchodzi w skład sołectwa Głusino.
W latach 1975–1998 Nowinki administracyjnie należały do województwa gdańskiego.